# Sandra Amar
Sandra Haydée Amar Mancilla (Punta Arenas, 24 de noviembre de 1955) es una asistente social y política chilena. Desde 2018 hasta 2022 se desempeñó como diputada por el distrito N.º 28.

## Biografía
Nació el 24 de noviembre de 1955, en Punta Arenas. Hija de David Amar Casanova, de origen palestino y María Mancilla Mercado.
Realizó sus estudios primarios y secundarios en el Liceo de Niñas de Punta Arenas y continuó su formación académica en la Universidad de Chile, donde se tituló de Trabajadora Social.
Obtuvo un Magíster en Gestión Estratégica Pública y Desarrollo Local en la Universidad del Mar.

### Carrera política
El 26 de marzo de 2010 fue nombrada como Secretaria Regional Ministerial del Ministerio de Desarrollo Social y del Ministerio del Trabajo y Previsión Social, en la Región de Magallanes y Antártica Chilena. Ejerció como tal hasta 2014, dada su renuncia voluntaria.
Se presentó como candidata a diputada en las elecciones parlamentarias de 2013 por el Distrito Nº60, obteniendo 6.581 votos equivalentes al 10.51% de los sufragios, sin resultar electa.
En noviembre de 2016, fue designada jefa de la Dirección de Desarrollo Comunitario (Dideco), de la Municipalidad de Punta Arenas, cargo que ejerció hasta agosto de 2017, cuando presenta su postulación al congreso como independiente, apoyada por la Unión Demócrata Independiente (UDI).
En las elecciones parlamentarias de 2017 fue elegida Diputada por el 28º Distrito (Cabo de Hornos y Antártica, Laguna Blanca, Natales, Porvenir, Primavera, Punta Arenas, Río Verde, San Gregorio, Timaukel, Torres del Paine), XII Región de Magallanes y Antártica Chilena, como independiente apoyada por la Unión Demócrata Independiente, en la lista de Chile Vamos, período 2018-2022. Obtuvo 6.856 votos correspondientes al 12,08% del total de sufragios válidamente emitidos.
Entre enero de 2018 y julio de 2020 fue militante a la UDI.
Integró las comisiones permanentes de Pesca, Acuicultura e Intereses Marítimos; y Zonas Extremas y Antártica Chilena. 
En las elecciones parlamentarias de 2021 fue candidata a senadora por la 15° Circunscripción de la Región de Magallanes y de la Antártica, sin ser elegida. Dejó sus funciones como diputada el 11 de marzo de 2022.

## Historial electoral

### Elecciones parlamentarias de 2013
- Elecciones parlamentarias de 2013 a Diputado por el distrito 60 (Río Verde, Antártica, Laguna Blanca, Natales, Cabo de Hornos, Porvenir, Primavera, Punta Arenas, San Gregorio, Timaukel y Torres del Paine)[4]

### Elecciones parlamentarias de 2017
- Elecciones parlamentarias de 2017 a Diputado por el distrito 28 (Cabo de Hornos y Antártica, Laguna Blanca, Natales, Porvenir, Primavera, Punta Arenas, Río Verde, San Gregorio, Timaukel y Torres del Paine)[5]

### Elecciones parlamentarias de 2021
- Elecciones parlamentarias de 2021 para senador por la 15° Circunscripción, Región de Magallanes.[6]